# Église San Benedetto (Naples)
Pour les articles homonymes, voir Église Saint-Benoît.
L'église San Benedetto  ou église Saint-Benoît est une église de Naples consacrée à saint Benoît. Elle se trouve via Arco Morelli, 27.

## Histoire et description
L'église est insérée dans un petit monastère bénédictin du XVIe siècle construit à cet emplacement car l'on croyait que l'air y était plus sain. Par la suite l'église a connu plusieurs remaniements baroques. Des éléments du XIXe siècle sont visibles à l'extérieur. L'intérieur très dépouillé, depuis les réaménagements post-conciliaires (qui ont supprimé ici le maître-autel et de nombreuses ornementations), réunit des styles de différentes époques. Deux tableaux seulement sont intéressants, signés de Nicola Malinconico.

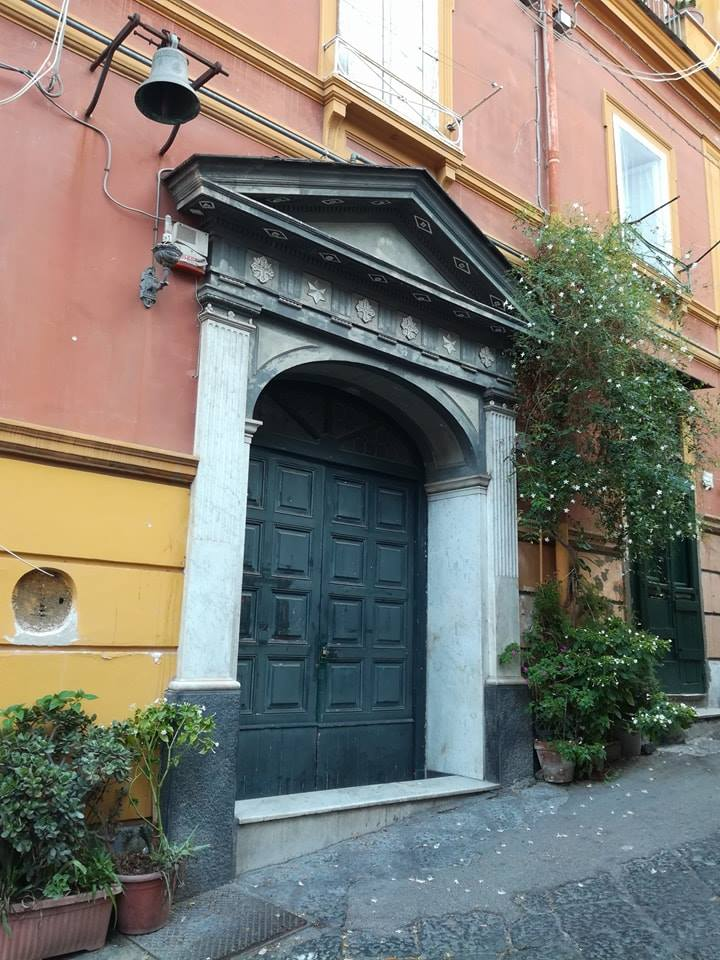
Portail d'entrée.

## Source de la traduction
- (it) Cet article est partiellement ou en totalité issu de l’article de Wikipédia en italien intitulé « Chiesa di San Benedetto » (voir la liste des auteurs).